# Сутора чорнощока
Суто́ра чорнощока (Paradoxornis guttaticollis) — вид горобцеподібних птахів родини суторових (Paradoxornithidae). Мешкає в Південно-Східній Азії.

## Опис

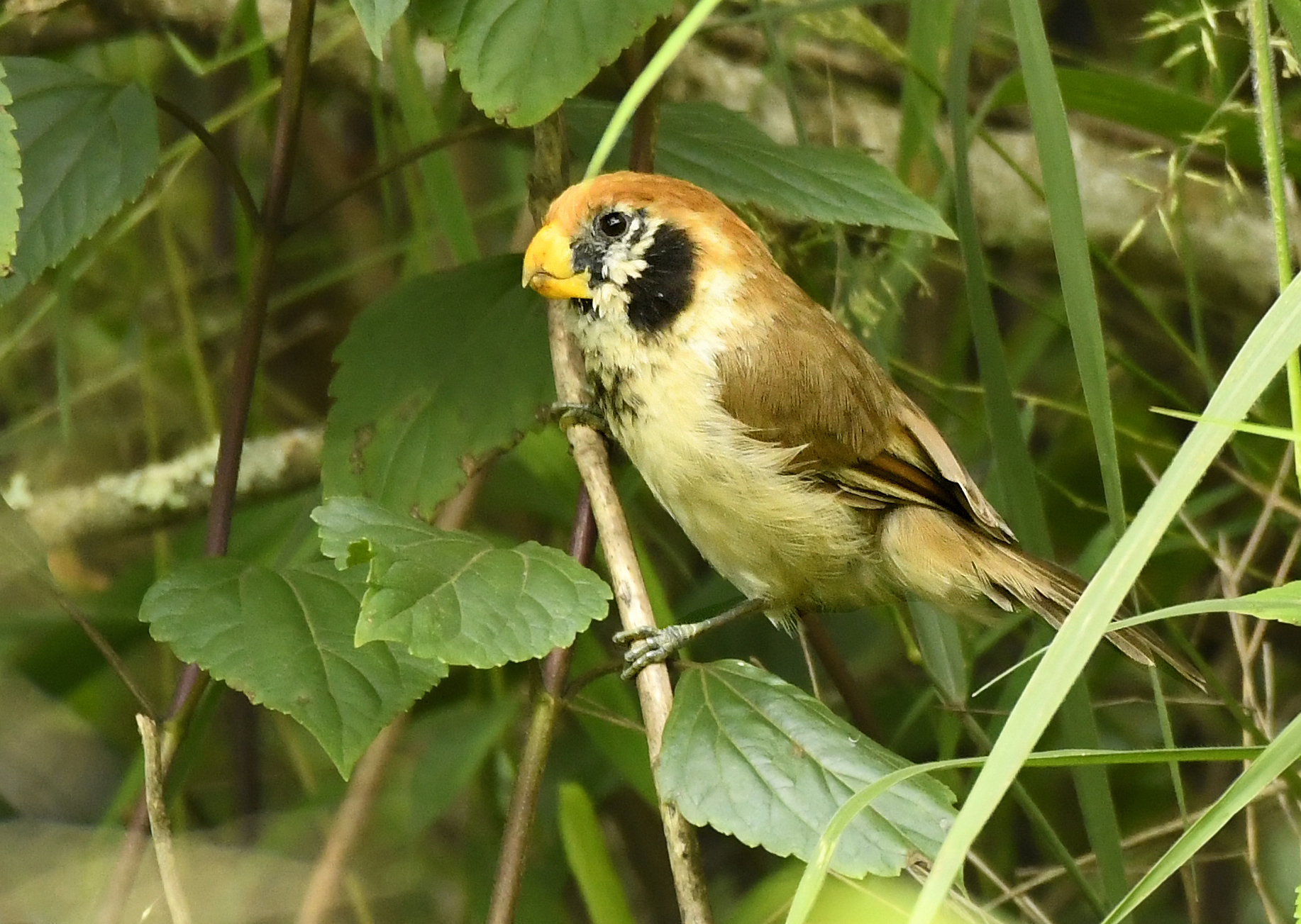
Чорнощока сутора

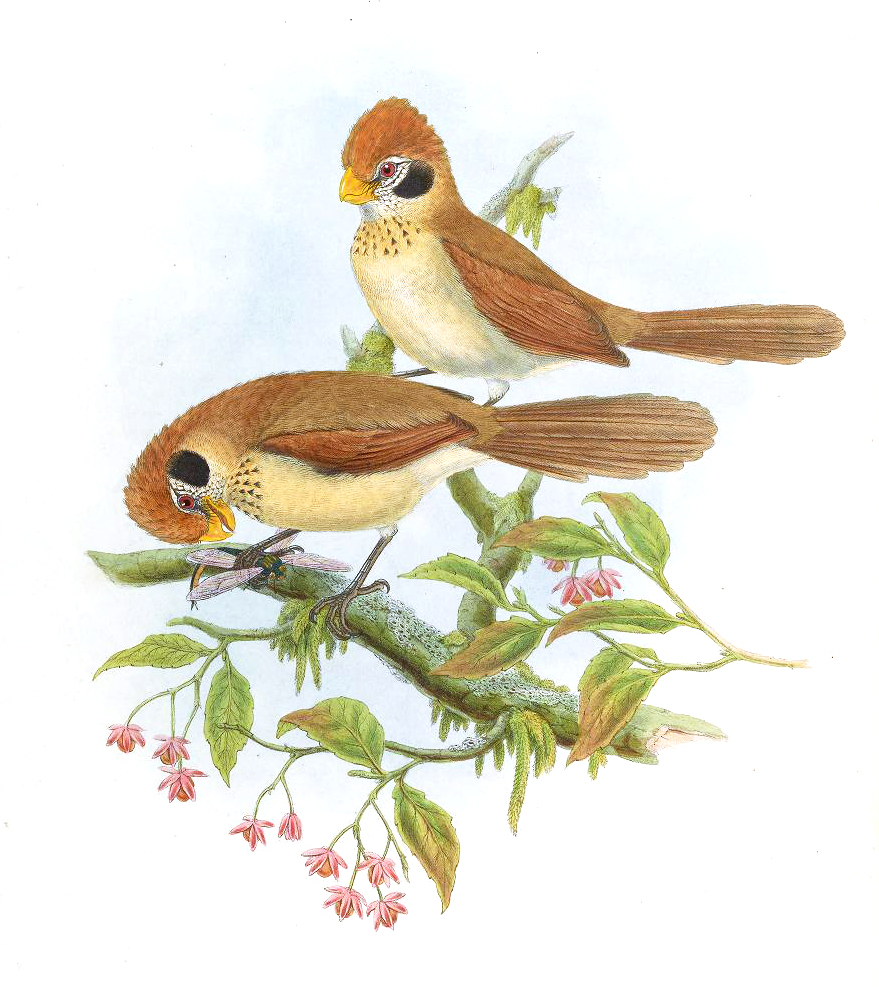
Чорнощокі сутори

Довжина птаха становить 18-22 см. Лоб, тім'я і потилиця рудувато-коричневі, верхня частина тіла коричнева, нижня частина тіла білувата. На щоках чорні плями, підборіддя чорне, решта обличчя біла, поцяткована чорними смужками. Горло і верхня частина грудей поцятковані дрібними чорними плямками.  Дзьоб короткий, міцний, оранжево-жовтий, лапи сіруваті.

## Поширення і екологія
Чорнощокі сутори мешкають в Індії, Бангладеш, М'янмі, Таїланді, Лаосі, В'єтнамі і Китаї. Вони живуть у високогірних чагарникових і бамбукових заростях та на гірських луках. Зустрічаються невеликими зграйками. Живляться комахами та їх личинками, а також насінням і ягодами. Сезон розмноження триває з квітня по липень. 